# Echium nervosum
Echium nervosum là loài thực vật có hoa trong họ Mồ hôi. Loài này được Dryand. mô tả khoa học đầu tiên năm 1810.